# Vlára (râu)
Vlára este un râu din Cehia și Slovacia, un afluent din dreapta al râului Váh. Curge prin regiunea Zlín din Cehia și prin regiunea Trenčín din Slovacia. Are o lungime de 44,7 kilometri (27,8 mi), din care 33,8 kilometri (21,0 mi) se găsesc în Cehia și 10,9 kilometri (6,8 mi) în Slovacia. Bazinul său hidrografic are o suprafață de 371,6 kilometri pătrați (143,5 mi2), din care 303,1 kilometri pătrați (117,0 mi2) se găsesc în Cehia.
Este singurul curs de apă semnificativ din Cehia care nu aparține bazinelor râurilor Elba, Morava și Oder.

## Etimologie
Numele său este de origine celtică, derivat din cuvântul uolra. Rădăcina uel- are sensul de „a rostogoli”, „grabă”.

## Caracteristici

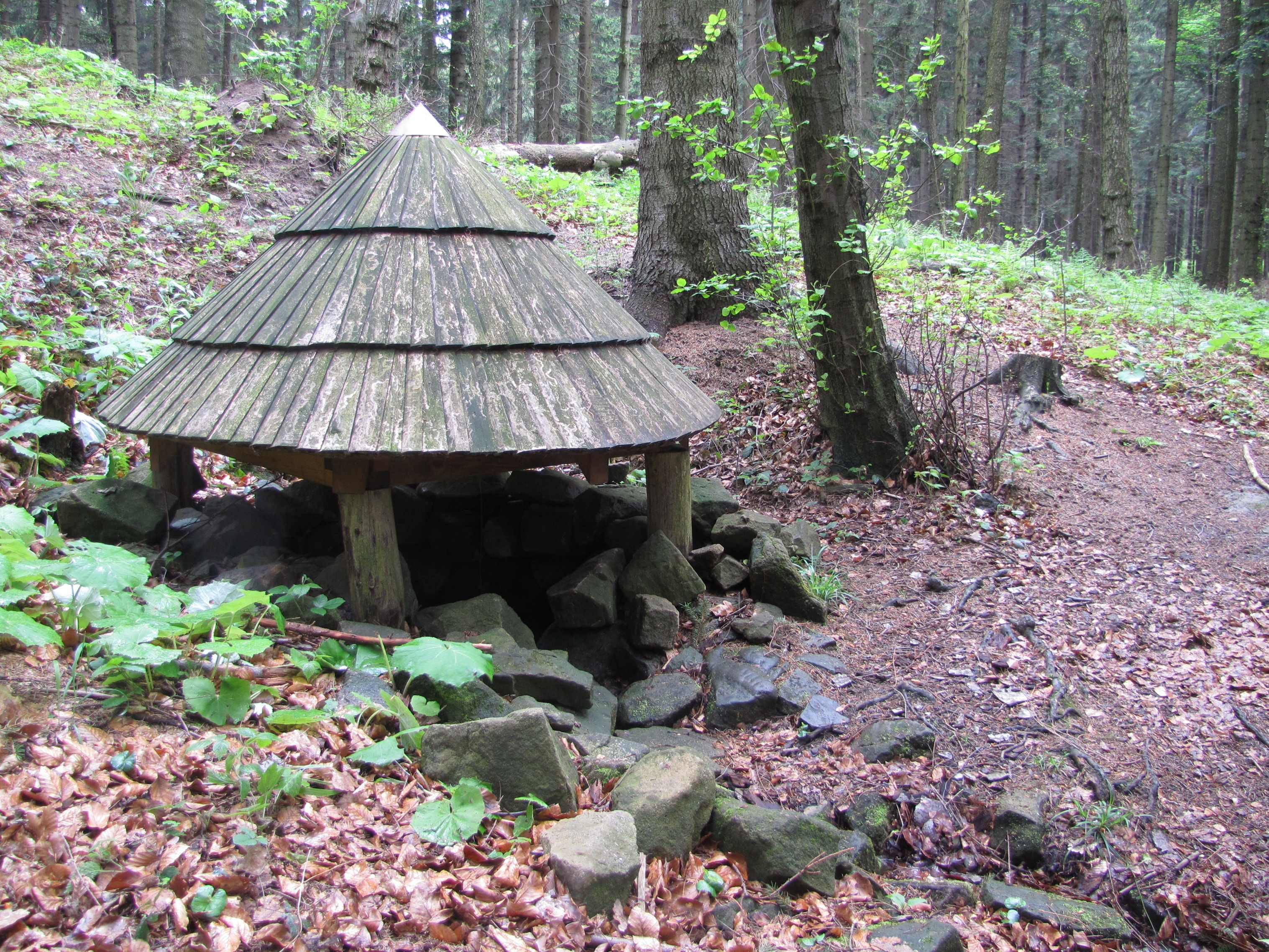
Izvorul râului Vlára

Vlára își are izvorul pe teritoriul comunei Drnovice din Munții Vizovice, la o altitudine de 652 m (2.139 ft) și curge spre Nemšová, unde se varsă în râul Váh la o altitudine de 218 m (715 ft). Are o lungime de 44,7 kilometri (27,8 mi), din care 33,8 kilometri (21,0 mi) se găsesc în Cehia și 10,9 kilometri (6,8 mi) în Slovacia. Bazinul său hidrografic are o suprafață de 371,6 kilometri pătrați (143,5 mi2), din care 303,1 kilometri pătrați (117,0 mi2) se găsesc în Cehia.
Cei mai lungi afluenți ai săi sunt:
| Nume afluent | Lungime (km) | Afluent de |
| ------------ | ------------ | ---------- |
| Brumovka     | 19,2         | stânga     |
| Smolinka     | 15,9         | stânga     |
| Říka         | 14,3         | dreapta    |
| Rokytenka    | 9,2          | dreapta    |

## Curs
Râul curge prin teritoriile comunelor Drnovice, Tichov, Vysoké Pole, Vlachova Lhota, Vlachovice, Bohuslavice nad Vláří, Jestřabí, Štítná nad Vláří-Popov și Brumov-Bylnice în Cehia și continuă prin teritoriile comunelor Horné Srnie și Nemšová în Slovacia.
Vlára iese din Cehia prin Pasul Vlára. Inițial un afluent al râului Morava, Vlára a tăiat creasta munților Carpații Albi prin eroziune, a creat Pasul Vlára și a devenit un afluent al râului Váh. Este singurul curs de apă semnificativ din Cehia care nu aparține bazinelor râurilor Elba, Morava și Oder.